# Gare de Mōka
La gare de Mōka (真岡駅, Mōka-eki) est une gare ferroviaire japonaise située à Mooka dans la préfecture de Tochigi. Elle est gérée par la compagnie Moka Railway.

## Situation ferroviaire
La gare de Mōka est située au point kilométrique (PK) 16,4 de la ligne Mōka.

## Histoire
La gare a été inaugurée le 1er avril 1912. Le bâtiment voyageurs en forme de locomotive à vapeur date de 1997. 

## Service des voyageurs

### Accueil
La gare dispose d'un bâtiment voyageurs, avec guichet, ouvert tous les jours.

### Desserte
- Ligne Mōka : 
  - direction Shimodate et Motegi